# 1597 Laugier
1597 Laugier (1949 EB) là một tiểu hành tinh vành đai chính được Louis Boyer phát hiện vào ngày 7 tháng 3, năm 1949 tại Algiers.
Có thể tiểu hành tinh này được đặt theo tên của nhà thiên văn học người Pháp Marguerite Laugier (1896–1976), nhưng cũng có thể là được đặt theo tên của nhà thiên văn học Paul Auguste Ernest Laugier (1812–1872).